# Ann Brown
Ann Leslie Brown (1943–1999) fue una psicóloga educativa que desarrolló métodos para enseñar a los niños a ser mejores en el proceso de aprendizaje. Su interés en la memoria humana llevó a Brown a focalizarse en las estrategias de la memoria activa que ayudarían a mejorar la memoria y las diferencias del desarrollo en las tareas de la memoria. Su comprensión acerca de que las dificultades en el aprendizaje de los niños normalmente provienen de una incapacidad para usar estrategias metacognitivas como las de resumen condujeron a profundos avances en la teoría sobre la Psicología educativa y en los procedimientos de enseñanza
Brown obtuvo el doctorado en  Psicología por la Universidad de Londres tras investigaciones bajo el título “Anxiety and Complex Learning Performance in Children”. Posteriormente se trasladó a los Estados Unidos donde conoció a su marido y colaborador Joseph Campione. Brown recibió varios premios de prestigio por sus investigaciones y fue presidente de la  American Educational Research Association.

## Contribuciones a la Investigación Educativa
A través de sus investigaciones, Brown y sus compañeros trabajaron con la hipótesis de que algunas estrategias metacognitivas, como las que conllevan rutinas de resolución de problemas generales tales como el resumen o la "autoevaluación", tenían ventaja sobre otras estrategias, por ejemplo, las instrucciones nemotécnicas. Brown fue también clave en el desarrollo del método de la  enseñanza recíproca, en el que profesores y alumnos se turnan en la conducción de las lecturas estructuradas de textos.

### Fostering Community of Learners
Fostering Community of Learners (FCL) fue un programa lanzado por Brown junto con su marido y colaborador Joseph Campione en la Universidad de Berkeley, California. El proyecto era similar a otros anteriores tales como los de educación progresiva, y el aprendizaje por descubrimiento. En el FCL, los estudiantes eran alentados a diseñar su propio aprendizaje a través de la elaboración de sus propios currículos por parte de los alumnos trabajando así como "investigadores colaboradores".

## Trabajos influyentes
- Palincsar, A.S., & Brown, A.L. (1984). Reciprocal teaching of comprehension-fostering and comprehension-monitoring activities. Cognition and Instruction, 1(2), 117-175. (159 Citations, PsycINFO)

- Brown, A.L. (1992). Design experiments: Theoretical and methodological challenges in creating complex interventions in classroom settings. The Journal of the Learning Sciences, 2(2), 141-178. (147 Citations, PsycINFO)

- Brown, A.L., & Campione, J.C. (1994). Guided discovery in a community of learners. In K. McGilly (Ed.), Classroom lessons: Integrating cognitive theory and classroom practice. Cambridge, MA: MIT Press/Bradford Books.

- Brown, A.L., & Campione, J.C. (1996). Psychological theory and the design of innovative learning environments: On procedures, principles, and systems. In L. Schauble & R. Glaser (Eds.), Innovations in learning: New environments for education (pp. 289–325). Mahwah, NJ: Erlbaum.